# Éder Balanta
Éder Fabián Álvarez Balanta (ur. 28 lutego 1993 w Bogocie) – kolumbijski piłkarz występujący na pozycji defensywnego pomocnika lub środkowego obrońcy w belgijskim Club Brugge oraz w reprezentacji Kolumbii. Wychowanek Academia FC, w swojej karierze grał także w River Plate. Znalazł się w kadrze na Mistrzostwa Świata 2014.